# Mattersey
Mattersey est une paroisse civile et un village du Nottinghamshire, en Angleterre.